# Genetisk kode
Den genetiske kode er en fortegnelse over samtlige en arts DNA- og mRNA-tripletter med angivelse af, hvilke aminosyrer de koder for.
Karakteristika:
- Koden er en triplet kode. Tre sammenhængende baser danner et codon og koder for en aminosyre.
- Koden er degenereret, flere codon koder for samme aminosyre.
- Koden er ikke-overlappende, enhver base er kun del af et codon.
- Codonerne i et bestemt gen er i sekvens, der er ingen mellemrum.
- Koden er universel, de samme aminosyrer kodes af de samme codon i næsten alle organismer, der er undersøgt; i mitochondrier og visse protozoa er der mindre afvigelser.
- Rækkefølgen af codon dikterer rækkefølgen af aminosyrer i den polypeptidkæde genet koder for.
- Tre af de 64 codoner er stopkoder (UAA, UAG, UGA). Dannelsen af et polypeptid stopper når disse codon nås.
- Codon AUG (eller GUG) initierer den åbne læseramme i et gen men koder også for methionin, i prokaryoter den afledte aminosyre formylmethionin.
- Koden læses i 5'-3'-retningen.

Standard versionen vises i de følgende tabeller, som viser hvilke aminosyrer hver af de 43 = 64 mulige codon specificerer (Tabel 1), og hvilke codon der bliver specificeret af de 20 aminosyrer der er involveret i translationen (Tabel 2). For eksempel koder GAU for aminosyren Asp (asparagin), og Cys (cystein) kodes af codon UGU og UGC. Dette kaldes forward og reverse codon tabeller, respektive. Baserne i tabellerne nedenfor er adenin, cytosin, guanin og uracil, som bruges i mRNA; i DNA, erstatter thymin uracil.
|         |   | 2. base                                                  |                                                     |                                                       |                                                      |
| U       | C | A                                                        | G                                                   |                                                       |                                                      |
| 1. base | U | UUU Phenylalanin UUC Phenylalanin UUA Leucin UUG Leucin  | UCU Serin UCC Serin UCA Serin UCG Serin             | UAU Tyrosin UAC Tyrosin UAA Ochre Stop UAG Amber Stop | UGU Cystein UGC Cystein UGA Opal Stop UGG Tryptophan |
| 1. base | C | CUU Leucin CUC Leucin CUA Leucin CUG Leucin              | CCU Prolin CCC Prolin CCA Prolin CCG Prolin         | CAU Histidin CAC Histidin CAA Glutamin CAG Glutamin   | CGU Arginin CGC Arginin CGA Arginin CGG Arginin      |
| 1. base | A | AUU Isoleucin AUC Isoleucin AUA Isoleucin 1AUG Methionin | ACU Threonin ACC Threonin ACA Threonin ACG Threonin | AAU Asparagin AAC Asparagin AAA Lysin AAG Lysin       | AGU Serin AGC Serin AGA Arginin AGG Arginin          |
| 1. base | G | GUU Valin GUC Valin GUA Valin GUG Valin                  | GCU Alanin GCC Alanin GCA Alanin GCG Alanin         | GAU Aspartat GAC Aspartat GAA Glutamat GAG Glutamat   | GGU Glycin GGC Glycin GGA Glycin GGG Glycin          |

1AUG codon koder både for methionin og tjener som initieringssted; den første AUG i en mRNA's kodnings region vil være stedet, hvor translationen til proteinet begynder.
| Ala   | GCU, GCC, GCA, GCG           | Leu  | UUA, UUG, CUU, CUC, CUA, CUG |
| Arg   | CGU, CGC, CGA, CGG, AGA, AGG | Lys  | AAA, AAG                     |
| Asn   | AAU, AAC                     | Met  | AUG                          |
| Asp   | GAU, GAC                     | Phe  | UUU, UUC                     |
| Cys   | UGU, UGC                     | Pro  | CCU, CCC, CCA, CCG           |
| Gln   | CAA, CAG                     | Ser  | UCU, UCC, UCA, UCG, AGU, AGC |
| Glu   | GAA, GAG                     | Thr  | ACU, ACC, ACA, ACG           |
| Gly   | GGU, GGC, GGA, GGG           | Trp  | UGG                          |
| His   | CAU, CAC                     | Tyr  | UAU, UAC                     |
| Ile   | AUU, AUC, AUA                | Val  | GUU, GUC, GUA, GUG           |
| START | AUG, GUG                     | STOP | UAG, UGA, UAA                |